# Walter Černý
Walter Černý (5. listopadu 1905 Hamburk – 5. dubna 1975 Praha) byl český ornitolog a zoolog.

## Život
Walter Černý se narodil v rodině českého kožešníka, který byl povolán v době první světové války do rakousko-uherské armády. Matka se s pěti dětmi odstěhovala do rodiště manžela v Uherském Ostrohu. Zde navštěvoval střední školu a po válce v roce 1922 přesídlila rodina do Žiliny. Na přírodovědecké fakultě Univerzity Karovy začal studovat v roce 1925 a v roce 1932 zde získal doktorát. Nastoupil do Státního zdravotního ústavu, kde zůstal až do roku 1946. V roce 1956 se stal docentem pražské PFUK v oboru zoologie obratlovců.
Působil jak na Univerzitě Karlově, tak na Palackého univerzitě v Olomouci a vychoval celou generaci po něm nastoupivších zoologů. V letech 1966–1972 byl předsedou Čs. zoologické společnosti, 1952–1975 předsedou Čs. společnosti ornitologické.
Povahově mimořádně laskavý, hodný a shovívavý pán, kterého jeho studenti a všichni z jeho okolí milovali. Bylo to jeho založení, nic nepředstíral.[zdroj⁠?!]

## Dílo
Publikace (výběr)
- Jírovec, O. (za spolupráce J. Bauma, W. Černého a O. Štěpánka): Zoologická technika. Česká akademie věd Praha 1947
- Černý, W.: Morfologie a systém chordátů, určeno pro posluchače biologické fak. SPN Praha 1953
- Černý, W.: Zoologie strunatců, určeno pro posl. fak. přírodověd. SPN Praha 1961 (a mnoho dalších vydání)
- Daněk, G. (spolupráce W. Černého): Zoologie pro 1. a 2. ročník středních všeobecně vzdělávacích škol. SPN Praha 1966 (a další vydání)
- Daněk, G. (spolupráce W. Černého): Zoologie pro 3. ročník gymnázií. SPN Praha
- Jírovec, O. (za spolupráce J. Bauma, W.Černého a O. Štěpánka): Zoologická technika. Česká akademie věd Praha 1947
- Daněk, G. (spolupráce W. Černého): Zoologie pro 3. ročník gymnázií. SPN Praha
- Černý, W.: Zoologie strunatců (text a obr.), určeno pro posl. fak. přírodověd. SPN Praha 1961 (a mnoho dalších vydání)
- Hudec, K. a Černý,W.: Fauna ČSSR. Sv. 19, Ptáci. Díl 1 / Autorský kol. Academia Praha 1972
- Hudec, K. a Černý,W. Fauna ČSSR. Sv. 21, Ptáci. Díl 2 / Autorský kol. Academia Praha 1977
- Černý, W.: Ptáci. Artia, 1980
- Černý, W.: Ptáci. Aventinum, 1990 (několik dalších vydání)